# Stelzer (Familienname)
Stelzer ist ein deutscher Familienname.

## Namensträger
- Adolf Stelzer (Fussballspieler, 1882) (1882–1950), Schweizer Fußballspieler
- Adolf Stelzer (Fussballspieler, 1908) (1908–1977), Schweizer Fußballspieler
- Andrea Stelzer (* vor 1985), deutsch-südafrikanische Schönheitskönigin
- Andreas Martin Stelzer (1954–2007), deutscher Maler und Grafiker
- Beate Stelzer (* 1971), deutsche Astronomin und Hochschullehrerin
- Christian Friedrich Stelzer (1702–1759), Syndikus und Bürgermeister von Salzwedel
- Christian Friedrich Christoph Stelzer (1738–1822), königlich preußischer Kriegs- und Domänenrat, Syndikus und letzter Stadtpräsident (Oberbürgermeister) von Halle
- Dierk Stelzer (* 1945), deutscher Jurist
- Ehrenfried Stelzer (1932–2010), deutscher Kriminalist und Hochschullehrer
- Frank Stelzer (1934–2007), deutscher Erfinder
- Fritz Stelzer (Pauli; 1905–1968), deutscher Grafiker und Buchillustrator
- Hannes Stelzer (Schauspieler, 1910) (1910–1944), österreichischer Schauspieler
- Hannes Stelzer (Schauspieler, 1924) (1924–2017), deutscher Schauspieler
- Harald Stelzer (* 1973), österreichischer Philosoph
- Harald Stelzer (Basketballfunktionär), österreichischer Basketballfunktionär
- Heinrich Stelzer, deutscher Ruderer
- Immo Stelzer (* 1954), deutscher Fußballspieler
- Josef Stelzer (1894–1942), deutscher Motorradrennfahrer
- Karoline Stelzer (um 1850–nach 1892), österreichische Sängerin, Theaterschauspielerin und -leiterin, siehe Karoline Mainau
- Klaus Stelzer (1930–2013), deutscher Physiker
- Manfred Stelzer (Regisseur) (1944–2020), deutscher Regisseur und Drehbuchautor
- Manfred Stelzer (Rechtswissenschaftler) (* 1958), österreichischer Rechtswissenschafter
- Matthäus Stelzer (1803–1859), deutscher Oberamtmann
- Michael Stelzer, deutscher Regisseur, Produzent und Drehbuchautor
- Mimi Stelzer (1900–1957), österreichische Schauspielerin
- Otto Stelzer (1914–1970), deutscher Kunstwissenschaftler
- Peter Stelzer (1944–2011), US-amerikanischer Theater- und Filmschauspieler, Schauspielcoach und Filmproduzent
- Ralph Stelzer (* 1953), deutscher Maschinenbauingenieur und Hochschullehrer
- Simone Stelzer (* 1969), österreichische Sängerin und Schauspielerin
- Tanja Stelzer (* 1970), deutsche Journalistin und Autorin
- Thomas Stelzer (Diplomat) (* 1955), österreichischer Diplomat
- Thomas Stelzer (Musiker) (* 1964), deutscher Musiker
- Thomas Stelzer (Politiker) (* 1967), Landeshauptmann von Oberösterreich
- Thomas Stelzer (Basketballspieler) (* 1981), österreichischer Basketballfunktionär und -spieler
- Walter Stelzer (1896–1914), deutscher Radrennfahrer
- Winfried Stelzer (* 1942), österreichischer Historiker und Diplomatiker